# Пенье (Буш-дю-Рон)
Пенье (фр. Peynier) — коммуна на юго-востоке Франции в регионе Прованс — Альпы — Лазурный Берег, департамент Буш-дю-Рон, округ Экс-ан-Прованс, кантон Тре.
Площадь коммуны — 24,76 км², население — 2956 человек (2006) с тенденцией к стабилизации: 2974 человека (2012), плотность населения — 120,1 чел/км².

## Население
Население коммуны в 2011 году составляло 2966 человек, а в 2012 году — 2974 человека.
| 1962 | 1968 | 1975 | 1982 | 1990 | 1999 | 2005 | 2006 | 2010 | 2011 | 2012 |
| ---- | ---- | ---- | ---- | ---- | ---- | ---- | ---- | ---- | ---- | ---- |
| 690  | 819  | 1160 | 1741 | 2475 | 2779 | 2900 | 2956 | 2943 | 2966 | 2974 |

Динамика населения:

## Экономика
В 2010 году из 1949 человек трудоспособного возраста (от 15 до 64 лет) 1441 были экономически активными, 508 — неактивными (показатель активности 73,9 %, в 1999 году — 70,2 %). Из 1441 активных трудоспособных жителей работали 1309 человек (664 мужчины и 645 женщин), 132 числились безработными (62 мужчины и 70 женщин). Среди 508 трудоспособных неактивных граждан 142 были учениками либо студентами, 213 — пенсионерами, а ещё 153 — были неактивны в силу других причин.
На протяжении 2010 года в коммуне числилось 1219 облагаемых налогом домохозяйств, в которых проживало 2923,5 человека. При этом медиана доходов составила 24 тысячи 589 евро на одного налогоплательщика.